# Orleans, Indiana
Orleans är en ort i Orange County i delstaten Indiana, USA.